# Revenu national brut
Pour les articles homonymes, voir GNI.
Le revenu national brut (RNB ; en anglais : Gross National Income, GNI) est une valeur assez proche du produit national brut (PNB). Il correspond à la somme des revenus (salaires et revenus financiers) perçus, pendant une période donnée, par les agents économiques nationaux.
Le RNB est la somme du PIB et du solde des flux de revenus primaires avec le reste du monde.
Le RNB est un concept identique au PNB qu'il remplace, comme le précise le Système européen de comptabilité de 1995 (SEC 95).
Il faut retrancher au PNB la valeur de la dépréciation des actifs pour obtenir le PNN. De même le revenu national net (RNN) résulte de la soustraction de la consommation de capital fixe au RNB.
RNN = RNB - Consommation de capital fixe.
Le RNB sert notamment à calculer les contributions des États membres de l'Union européenne au budget communautaire puis au budget de l'Union européenne (ce budget étant lui-même plafonné à une certaine part du RNB de l'UE.)
En France, par exemple, en 2015 le RNB valait 2216 milliards d'euros contre 2181 milliards d'euros pour le produit intérieur brut.
Dans la comptabilité nationale française, il a remplacé l’usage du PNB depuis 1993.

## Intérêt
Le RNB est défini comme le PIB plus les revenus nets reçus de l'étranger pour la rémunération des salariés, la propriété et les impôts et subventions nets sur la production. Dans les régions frontalières, les rémunérations provenant de l'étranger sont perçues par des personnes qui vivent et consomment principalement sur le territoire économique. Le calcul du RNB est conçu pour éliminer la contribution des travailleurs transfrontaliers du pays.
Les pays fortement marqués par le travail frontaliers insistent sur l'importance de cette différence. Ainsi, le PIB du Luxembourg, qui s'éleve à 82 milliards de dollars en 2022, doit être comparé à son RNB, de 56 milliards de dollars cette année-là. Le pays soutient ainsi que l'objectif OTAN de dépenses militaires, qui devraient atteindre 2 % du PIB, est excessif.

## En parité de pouvoir d'achat (PPA)
Le revenu national brut en parité de pouvoir d'achat (PPA) est le RNB converti à un taux de change qui permet de gommer les différences de prix entre pays. Pour un pays donné, un dollar des États-Unis exprimé en PPA (valant alors, par exemple, 1,13 dollar) a le même pouvoir d'achat dans ce pays qu'un dollar américain aux États-Unis.